# رونق عهد شباب است دگر بستان را
غزلی با مطلع «رونق عهد شباب است دگر بستان را» نهمین غزل از دیوان حافظ به تحصیح قاسم غنی و محمد قزوینی می باشد.  حافظ در این غزل نیز ریا و تزویر را نهی می کند و بیان می کند که گناهی بدتر از ریا کردن نیست.